# Déclaration de Fulda
Les déclarations de Fulda sont le nom donné à plusieurs déclarations annuelles de la Conférence épiscopale allemande, qui se réunit généralement une fois par an à Fulda depuis 1867.  

## Déclarations

### 1932
En août 1932, la conférence épiscopale réunie à Fulda déclare : « Toutes les autorités diocésaines ont interdit aux fidèles d'adhérer au parti ».

### 1933
En 1933, la conférence épiscopale se réunit plusieurs fois à Fulda. Selon Sophie Chautard, elle se réunit en mars ; selon Marc-André Charguéraud, elle se réunit deux fois, une première fois en mai-juin et une seconde fois en septembre.
La déclaration de Fulda promulguée le 29 mars 1933 par les évêques allemands, proclame selon Chautard, l'incompatibilité du christianisme et du nazisme. Pour Hubert Wolf, la déclaration marque une nette inflexion, et si « la condamnation de certaines erreurs religieuses et morales » n'est pas levée, les évêques prenant acte de la déclaration gouvernementale d'Hitler considéraient que « les interdictions et mises en garde générales à l'égard du National-Socialisme n'avaient plus à être considérées comme nécessaires ».
Fin mai et début juin, les évêques réunis à Fulda se prononcent contre l'interdiction faite à l'Église d'exercer toute activité politique, selon l'article 31 du projet de concordat. Le 8 juin 1933, la déclaration de Fulda insiste sur la liberté de culte, de croyance, d'organisation spécifique, et déclare « croire que l'unité du peuple peut être réalisée non par la pureté du sang mais par un partage de la foi et que mettre l'accent uniquement sur la race et le sang pour distinguer les citoyens d'un État ne peut conduire qu'à des injustices qui accablent la conscience chrétienne ».
Début septembre 1933, les évêques se réunissent de nouveau à Fulda et demandent la ratification du concordat.

## Sources
- Marc-André Charguéraud, Les Papes, Hitler et la Shoah, 1932-1945, Paris, Labor et Fides, 2002, 167 p. (ISBN 978-2-8309-1033-9, LCCN 2003402207, lire en ligne)